# Ernst Wilhelm Bernhard Eiselen
Ernst Wilhelm Bernhard Eiselen, född 27 september 1793 i Berlin, död 22 augusti 1846 i Misdroy, var en tysk gymnast; bror till Johann Friedrich Gottfried Eiselen.
Eiselen var en av Friedrich Ludwig Jahns första lärjungar och blev hans främste medarbetare. Efter förbudet 1819 mot allt gymnastiserande var Eiselen den ende, som erhöll tillåtelse att undervisa i detta, dock endast privat, och han upprättade 1825 i Berlin en gymnastikinrättning, vilken flitigt besöktes, och inlade stora förtjänster om den tyska turnkonstens utveckling. Eiselen anses ha uppfunnit räck och barr samt andra tyska gymnastikredskap.